# Île Hovgaard (mer de Kara)
Pour les articles homonymes, voir Hovgaard.
L'île Hovgaard (en russe : остров Ховгарда, ostrov Khovgarda), est une île de l'archipel Nordenskiöld en mer de Kara, près des côtes de la Sibérie. 
Sur le plan administratif, elle appartient au kraï de Krasnoïarsk et fait partie de la Réserve naturelle du Grand Arctique.

## Toponymie
Elle doit son nom à Andreas Peter Hovgaard,  un officier de marine et explorateur danois. 

## Géographie
L'île Hovgaard est située dans la zone sud-ouest de l'archipel, du côté nord du détroit de Matisen. Elle mesure 3 kilomètres de long et a une largeur maximale d'un peu moins de 1 kilomètre dans sa partie sud.
Elle fait partie du sous-groupe des îles Vilkitsky (острова Вилькицкого) — également connues sous le nom d'« îles Djekman » - de l'archipel de Nordenskiöld. Les îles les plus proches sont l'île Djekman à 3,4 kilomètres au nord-ouest et l'île Ovale à 2,3 kilomètres au nord-est. L'île Hovgaard se trouve à environ 8 kilomètres au nord de l'île Nansen et à moins de 11 kilomètres au nord-ouest de la pointe nord-ouest de l'île Taïmyr, de l'autre côté du détroit de Matisen.
Le climat de l'archipel est rigoureux et la mer qui entoure l'île est couverte de banquise côtière en hiver et souvent obstruée par la banquise, même en été. 

## Histoire
En 1900, les îles de l'archipel Nordenskiöld ont été explorées par le capitaine de la marine russe Fyodor Matisen (en) lors de l'expédition polaire pour le compte de l'Académie impériale des sciences de Russie dirigée par le géologue Eduard von Toll à bord du navire Zarya.
Cette île doit son nom à Andreas Peter Hovgaard, explorateur polaire et officier de la marine danoise qui a mené une expédition dans la mer de Kara à bord du bateau à vapeur Dijmphna en 1882-1883,. 